# Cinquième district congressionnel de Caroline du Nord
Le 5e district congressionnel de Caroline du Nord couvre la partie centre-ouest de la Caroline du Nord, depuis les Appalaches jusqu'à la banlieue ouest de la Piedmont Triad. Le district borde le Tennessee et la Virginie, avec la majeure partie de son territoire dans les montagnes ; il s'étend juste assez loin à l'est pour s'emparer de sa part du comté de Forsyth, qui abrite la majeure partie de sa population.
Le district est majoritairement Républicain. De grandes portions étaient contrôlées par les républicains même pendant l'ère du « Sud solide », car une grande partie du nord-ouest de la Caroline du Nord était Quaker ou montagnarde et a donc résisté à la sécession. Deux comtés du district – Avery et Yadkin – n’ont jamais voté pour un candidat démocrate à la présidentielle depuis leur création, et le comté de Wilkes ne l’a jamais fait depuis avant le système du deuxième parti. Pour les élections de 2020, le district a été mis à jour conformément au projet de loi 1029 adopté par l'Assemblée générale de la Caroline du Nord le 15 novembre 2019, devenant ainsi la loi de session 2019-249. Les limites des districts sont basées sur les blocs de tabulation du recensement de 2010.
Le 23 février 2022, la Cour suprême de Caroline du Nord a approuvé une nouvelle carte qui a modifié les limites du 5e district pour inclure les comtés d'Alleghany, Ashe, Avery, Davie, Mitchell, Stokes, Surry, Watauga, Wilkes et Yadkin, la plus grande part de Caldwell et une partie de Forsyth.
Le 5e district est actuellement représentée par la républicaine Virginia Foxx.

## Géographie
Comtés inclus dans la carte de 2023 - 2025
- Ashe
- Alleghany
- Avery
- Caldwell (en partie)
- Davie
- Forsyth (en partie)
- Mitchell
- Stokes
- Surry
- Watauga
- Wilkes
- Yadkin

## Historique de vote
| Année | Poste                 | Résultats              |
| ----- | --------------------- | ---------------------- |
| 2008  | Président             | McCain 51 % - 47 %     |
| 2008  | Sénat                 | Hagan 52 % - 44 %      |
| 2008  | Gouverneur            | Perdue 50 % - 47 %     |
| 2010  | Sénat                 | Burr 58 % - 40 %       |
| 2012  | Président             | Romney 54 % - 46 %     |
| 2012  | Gouverneur            | McCrory 58 % - 40 %    |
| 2014  | Sénat                 | Tillis 52 % - 44 %     |
| 2016  | Président             | Trump 55 % - 41 %      |
| 2016  | Sénat                 | Burr 56 % - 41 %       |
| 2016  | Gouverneur            | McCrory 52 % - 46 %    |
| 2016  | Lieutenant-Gouverneur | Forest 56 % - 41 %     |
| 2016  | Secrétaire d'État     | LaPaglia 51 % - 49 %   |
| 2016  | Auditeur              | Stuber 54 % - 46 %     |
| 2016  | Procureur Général     | Newton 53 % - 47 %     |
| 2016  | Trésorier             | Folwell 57 % - 43 %    |
| 2020  | Président             | Trump 57 % - 42 %      |
| 2020  | Sénat                 | Tillis 54 % - 41 %     |
| 2020  | Gouverneur            | Forest 53 % - 46 %     |
| 2020  | Lieutenant-Gouverneur | Robinson 58 % - 42 %   |
| 2020  | Secrétaire d'État     | Sykes 55 % - 45 %      |
| 2020  | Auditeur              | Street 56 % - 44 %     |
| 2020  | Procureur Général     | O'Neill 56 % - 44 %    |
| 2020  | Trésorier             | Folwell 58 % - 42 %    |
| 2022  | Sénat                 | Budd 58 % - 40 %       |
| 2024  | Président             | Trump 58 % - 41 %      |
| 2024  | Gouverneur            | Stein 48 % - 47 %      |
| 2024  | Lieutenant-Gouverneur | Weatherman 55 % - 43 % |
| 2024  | Secrétaire d'État     | Brown 56 % - 44 %      |
| 2024  | Auditeur              | Boliek 58 % - 42 %     |
| 2024  | Procureur Général     | Bishop 55 % - 45 %     |
| 2024  | Trésorier             | Briner 59 % - 41 %     |

## Liste des Représentants
| Membre                           | Parti                 | Années                               | Congrès        | Histoire électorale | Zone géographique                     |
| -------------------------------- | --------------------- | ------------------------------------ | -------------- | --- | ------------------------------------- |
| District établit le 16 juin 1790 |                       |                                      |                | |                                       |
| John Sevier                      | Pro Administration    | 16 juin 1790 - 3 mars 1791           | 1er            | Élu en 1790. District cédé par l'État au Gouvernement Fédéral en 1789 mais il fut permit qu'il serve sans représenter l'État.                                 | 1790–1791 Division Ouest              |
| William B. Grove (en)            | Pro Administration    | 4 mars 1791 - 3 mars 1793            | 2e             | Élu en 1791. Redécoupage vers le 7e district après que le district d'origine a été cédé au Gouvernement Fédéral pour devenir plus tard le Tennessee.          | 1791–1793 Division Cape Fear          |
| Nathaniel Macon                  | Anti-Administration   | 4 mars 1793 - . mars 1795            | 3e - 7e        | Redécoupage depuis le 2e district et réélu en 1793. Réélu en 1795. Réélu en 1796. Réélu en 1798. Réélu en 1800. Redécoupage vers le 6e district.              | 1793–1803                             |
| Nathaniel Macon                  | Républicain-Démocrate | 4 mars 1795 - 3 mars 1803            | 3e - 7e        | Redécoupage depuis le 2e district et réélu en 1793. Réélu en 1795. Réélu en 1796. Réélu en 1798. Réélu en 1800. Redécoupage vers le 6e district.              | 1793–1803                             |
| James Gillespie (en)             | Républicain-Démocrate | 4 mars 1803 - 3 mars 1805            | 8e             | Élu en 1803. Réélu en 1804. Décès. | 1803–1813                             |
| Thomas Kenan (en)                | Républicain-Démocrate | 4 mars 1805 - 3 mars 1811            | 9e - 11e       | Élu le 8 août pour terminer le mandat de Gillespie. | 1803–1813                             |
| William R. King                  | Républicain-Démocrate | 4 mars 1811 - 4 novembre 1816        | 12e - 14e      | Élu en 1810. Réélu en 1813. Réélu en 1815. Démissionne. | 1803–1813                             |
| William R. King                  | Républicain-Démocrate | 4 mars 1811 - 4 novembre 1816        | 12e - 14e      | Élu en 1810. Réélu en 1813. Réélu en 1815. Démissionne. | 1813–1823                             |
| Vacant                           | Vacant                | 4 novembre 1816 - 2 décembre 1816    | 14e            | |                                       |
| Charles Hooks (en)               | Républicain-Démocrate | 2 décembre 1816 - 3 mars 1817        | 14e            | Élu pour terminer le mandat de King. |                                       |
| James Owen (en)                  | Républicain-Démocrate | 4 mars 1817 - 3 mars 1819            | 15e            | Élu en 1817. Perd sa réélection. |                                       |
| Charles Hooks (en)               | Républicain-Démocrate | 4 mars 1819 - 3 mars 1823            | 16e - 18e      | Élu en 1819. Réélu en 1821. Réélu en 1823. Perd sa réélection.                                                                                                |                                       |
| Charles Hooks (en)               | Républicain-Démocrate | 4 mars 1823 - 3 mars 1825            | 16e - 18e      | Élu en 1819. Réélu en 1821. Réélu en 1823. Perd sa réélection.                                                                                                | 1823–1833                             |
| Gabriel Holmes (en)              | Jacksonien (en)       | 4 mars 1825 - 26 septembre 1829      | 19e - 21e      | Élu en 1825. Réélu en 1827. Réélu en 1829. Décès. | 1823–1833                             |
| Vacant                           | Vacant                | 26 septembre 1829 - 10 novembre 1829 | 21e            | | 1823–1833                             |
| Edward B. Dudley (en)            | Jacksonien (en)       | 10 novembre 1829 - 3 mars 1831       | 21e            | Élu le 10 novembre 1829 pour terminer le mandat de Holmes et intronisé le 14 décembre 1829.                                                                   | 1823–1833                             |
| James I. McKay                   | Jacksonien (en)       | 4 mars 1831 - 3 mars 1837            | 22e - 27e      | Élu en 1831. Réélu en 1833. Réélu en 1835. Réélu en 1837. Réélu en 1839. Réélu en 1841. Redécoupage vers le 6e district.                                      | 1823–1833                             |
| James I. McKay                   | Jacksonien (en)       | 4 mars 1831 - 3 mars 1837            | 22e - 27e      | Élu en 1831. Réélu en 1833. Réélu en 1835. Réélu en 1837. Réélu en 1839. Réélu en 1841. Redécoupage vers le 6e district.                                      | 1833–1843                             |
| James I. McKay                   | Démocrate             | 4 mars 1837 - 3 mars 1843            | 22e - 27e      | Élu en 1831. Réélu en 1833. Réélu en 1835. Réélu en 1837. Réélu en 1839. Réélu en 1841. Redécoupage vers le 6e district.                                      |                                       |
| Romulus M. Saunders (en)         | Démocrate             | 4 mars 1843 - 3 mars 1845            | 28e            | Redécoupage depuis le 8e district et réélu en 1843. | 1843–1853                             |
| James C. Dobbin (en)             | Démocrate             | 4 mars 1845 - 3 mars 1847            | 29e            | Élu en 1845. | 1843–1853                             |
| Abraham W. Venable (en)          | Démocrate             | 4 mars 1847 - 3 mars 1853            | 30e - 32e      | Élu en 1847. Réélu en 1849. Réélu en 1851. | 1843–1853                             |
| John Kerr Jr. (en)               | Whig                  | 4 mars 1853 - 3 mars 1855            | 33e            | Élu en 1853. | 1853–1861                             |
| Edwin G. Reade (en)              | Know Nothing          | 4 mars 1855 - 3 mars 1857            | 34e            | Élu en 1855. | 1853–1861                             |
| John A. Gilmer (en)              | Know Nothing          | 4 mars 1857 - 3 mars 1859            | 35e , 36e      | Élu en 1857. Réélu en 1859. | 1853–1861                             |
| John A. Gilmer (en)              | Opposition Party (en) | 4 mars 1859 - 3 mars 1861            | 35e , 36e      | Élu en 1857. Réélu en 1859. | 1853–1861                             |
| Vacant                           | Vacant                | 3 mars 1861 - 20 juillet 1868        | 36e - 40e      | Guerre de Sécession et Reconstruction | Guerre de Sécession et Reconstruction |
| Israel G. Lash (en)              | Républicain           | 20 juillet 1868 - 3 mars 1871        | 40e , 41e      | Élu pour terminer un mandat. Réélu en 1868. | 1868–1873                             |
| James M. Leach (en)              | Démocrate             | 4 mars 1871 - 3 mars 1875            | 42e , 43e      | Élu en 1870. Réélu en 1872. | 1868–1873                             |
| James M. Leach (en)              | Démocrate             | 4 mars 1871 - 3 mars 1875            | 42e , 43e      | Élu en 1870. Réélu en 1872. | 1873–1883                             |
| Alfred M. Scales (en)            | Démocrate             | 4 mars 1875 - 30 décembre 1884       | 44e - 48e      | Élu en 1874. Réélu en 1876. Réélu en 1878. Réélu en 1880. Réélu en 1882. Réélu en 1884. Démissionne lorsqu'élu Gouverneur de Caroline du Nord.                |                                       |
| Alfred M. Scales (en)            | Démocrate             | 4 mars 1875 - 30 décembre 1884       | 44e - 48e      | Élu en 1874. Réélu en 1876. Réélu en 1878. Réélu en 1880. Réélu en 1882. Réélu en 1884. Démissionne lorsqu'élu Gouverneur de Caroline du Nord.                | 1883–1893                             |
| Vacant                           | Vacant                | 30 décembre 1884 - 28 janvier 1885   | 48e            | |                                       |
| James W. Reid (en)               | Démocrate             | 28 janvier 1885 - 31 décembre 1886   | 48e , 49e      | Élu pour terminer le mandat de Scales. Démissionne. |                                       |
| Vacant                           | Vacant                | 31 décembre 1886 - 3 mars 1887       | 49e            | |                                       |
| John M. Brower (en)              | Républicain           | 4 mars 1887 - 3 mars 1891            | 50e , 51e      | Élu en 1886. Réélu en 1888. |                                       |
| Archibald H. A. Williams (en)    | Démocrate             | 4 mars 1891 - 3 mars 1893            | 52e            | Élu en 1890. |                                       |
| Thomas Settle III (en)           | Républicain           | 4 mars 1893 - 3 mars 1897            | 53e , 54e      | Élu en 1892. Réélu en 1894. | 1893–1903                             |
| William W. Kitchin (en)          | Démocrate             | 4 mars 1897 - 11 janvier 1909        | 55e - 60e      | Élu en 1896. Réélu en 1898. Réélu en 1900. Réélu en 1902. Réélu en 1904. Réélu en 1906. Démissionne lorsqu'élu Gouverneur de Caroline du Nord.                | 1893–1903                             |
| William W. Kitchin (en)          | Démocrate             | 4 mars 1897 - 11 janvier 1909        | 55e - 60e      | Élu en 1896. Réélu en 1898. Réélu en 1900. Réélu en 1902. Réélu en 1904. Réélu en 1906. Démissionne lorsqu'élu Gouverneur de Caroline du Nord.                | 1903–1913                             |
| Vacant                           | Vacant                | 11 janvier 1909 - 3 mars 1909        | 60e            | |                                       |
| John M. Morehead (en)            | Républicain           | 4 mars 1909 - 3 mars 1911            | 61e            | Élu en 1908. |                                       |
| Charles M. Stedman (en)          | Démocrate             | 4 mars 1911 - 23 septembre 1930      | 62e - 71e      | Élu en 1910. Réélu en 1912. Réélu en 1914. Réélu en 1916. Réélu en 1918. Réélu en 1920. Réélu en 1922. Réélu en 1924. Réélu en 1926. Réélu en 1928. Décès.    |                                       |
| Charles M. Stedman (en)          | Démocrate             | 4 mars 1911 - 23 septembre 1930      | 62e - 71e      | Élu en 1910. Réélu en 1912. Réélu en 1914. Réélu en 1916. Réélu en 1918. Réélu en 1920. Réélu en 1922. Réélu en 1924. Réélu en 1926. Réélu en 1928. Décès.    | 1913–1933                             |
| Vacant                           | Vacant                | 23 septembre 1930 - 4 novembre 1930  | 71e            | |                                       |
| Franklin W. Hancock Jr. (en)     | Démocrate             | 4 novembre 1930 - 3 janvier 1939     | 71e - 75e      | Élu pour terminer le mandat de Stedman. Réélu en 1930. Réélu en 1932. Réélu en 1934. Réélu en 1936.                                                           |                                       |
| Franklin W. Hancock Jr. (en)     | Démocrate             | 4 novembre 1930 - 3 janvier 1939     | 71e - 75e      | Élu pour terminer le mandat de Stedman. Réélu en 1930. Réélu en 1932. Réélu en 1934. Réélu en 1936.                                                           | 1933–1943                             |
| Alonzo D. Folger (en)            | Démocrate             | 3 janvier 1939 - 30 avril 1941       | 76e , 77e      | Élu en 1938. Réélu en 1940. Décès. |                                       |
| Vacant                           | Vacant                | 30 avril 1941 - 14 juin 1941         | 77e            | |                                       |
| John H. Folger (en)              | Démocrate             | 14 juin 1941 - 3 janvier 1949        | 77e - 80e      | Élu pour terminer le mandat de son frère. Réélu en 1942 Réélu en 1944. Réélu en 1946.                                                                         |                                       |
| John H. Folger (en)              | Démocrate             | 14 juin 1941 - 3 janvier 1949        | 77e - 80e      | Élu pour terminer le mandat de son frère. Réélu en 1942 Réélu en 1944. Réélu en 1946.                                                                         | 1943–1953                             |
| Richard T. Chatham (en)          | Démocrate             | 3 janvier 1949 - 3 janvier 1957      | 81e - 84e      | Élu en 1948. Réélu en 1950. Réélu en 1952. Réélu en 1954. |                                       |
| Richard T. Chatham (en)          | Démocrate             | 3 janvier 1949 - 3 janvier 1957      | 81e - 84e      | Élu en 1948. Réélu en 1950. Réélu en 1952. Réélu en 1954. | 1953–1963                             |
| Ralph J. Scott (en)              | Démocrate             | 3 janvier 1957 - 3 janvier 1967      | 85e - 89e      | Élu en 1956. Réélu en 1958. Réélu en 1960. Réélu en 1962. Réélu en 1964.                                                                                      |                                       |
| Ralph J. Scott (en)              | Démocrate             | 3 janvier 1957 - 3 janvier 1967      | 85e - 89e      | Élu en 1956. Réélu en 1958. Réélu en 1960. Réélu en 1962. Réélu en 1964.                                                                                      | 1963–1973                             |
| Nick Galifianakis (en)           | Démocrate             | 3 janvier 1967 - 3 janvier 1969      | 90e            | Élu en 1966. Redécoupage vers le 4e district. |                                       |
| Vinegar Bend Mizell (en)         | Républicain           | 3 janvier 1969 - 3 janvier 1975      | 91e - 93e      | Élu en 1968. Réélu en 1970. Réélu en 1972. |                                       |
| Vinegar Bend Mizell (en)         | Républicain           | 3 janvier 1969 - 3 janvier 1975      | 91e - 93e      | Élu en 1968. Réélu en 1970. Réélu en 1972. | 1973–1983                             |
| Stephen L. Neal (en)             | Démocrate             | 3 janvier 1975 - 3 janvier 1995      | 94e - 103e     | Élu en 1974. Réélu en 1976. Réélu en 1978. Réélu en 1980. Réélu en 1982. Réélu en 1984. Réélu en 1986. Réélu en 1988. Réélu en 1990. Réélu en 1992. Retrait.  |                                       |
| Stephen L. Neal (en)             | Démocrate             | 3 janvier 1975 - 3 janvier 1995      | 94e - 103e     | Élu en 1974. Réélu en 1976. Réélu en 1978. Réélu en 1980. Réélu en 1982. Réélu en 1984. Réélu en 1986. Réélu en 1988. Réélu en 1990. Réélu en 1992. Retrait.  | 1983–1993                             |
| Stephen L. Neal (en)             | Démocrate             | 3 janvier 1975 - 3 janvier 1995      | 94e - 103e     | Élu en 1974. Réélu en 1976. Réélu en 1978. Réélu en 1980. Réélu en 1982. Réélu en 1984. Réélu en 1986. Réélu en 1988. Réélu en 1990. Réélu en 1992. Retrait.  | 1993–2003                             |
| Richard Burr                     | Républicain           | 3 janvier 1995 - 3 janvier 2005      | 104e - 108e    | Élu en 1994. Réélu en 1996. Réélu en 1998. Réélu en 2000. Réélu en 2002. Retrait pour se présenter comme Sénateur des États-Unis en 2004.                     |                                       |
| Richard Burr                     | Républicain           | 3 janvier 1995 - 3 janvier 2005      | 104e - 108e    | Élu en 1994. Réélu en 1996. Réélu en 1998. Réélu en 2000. Réélu en 2002. Retrait pour se présenter comme Sénateur des États-Unis en 2004.                     | 2003–2013                             |
| Virginia Foxx                    | Républicain           | 3 janvier 2005 - Présent             | 109e - Présent | Élue en 2004. Réélue en 2006. Réélue en 2008. Réélue en 2010. Réélue en 2012. Réélue en 2014. Réélue en 2016. Réélue en 2018. Réélue en 2020. Réélue en 2022. |                                       |
| Virginia Foxx                    | Républicain           | 3 janvier 2005 - Présent             | 109e - Présent | Élue en 2004. Réélue en 2006. Réélue en 2008. Réélue en 2010. Réélue en 2012. Réélue en 2014. Réélue en 2016. Réélue en 2018. Réélue en 2020. Réélue en 2022. | 2013–2017                             |
| Virginia Foxx                    | Républicain           | 3 janvier 2005 - Présent             | 109e - Présent | Élue en 2004. Réélue en 2006. Réélue en 2008. Réélue en 2010. Réélue en 2012. Réélue en 2014. Réélue en 2016. Réélue en 2018. Réélue en 2020. Réélue en 2022. | 2017–2021                             |
| Virginia Foxx                    | Républicain           | 3 janvier 2005 - Présent             | 109e - Présent | Élue en 2004. Réélue en 2006. Réélue en 2008. Réélue en 2010. Réélue en 2012. Réélue en 2014. Réélue en 2016. Réélue en 2018. Réélue en 2020. Réélue en 2022. | 2021–2023                             |
| Virginia Foxx                    | Républicain           | 3 janvier 2005 - Présent             | 109e - Présent | Élue en 2004. Réélue en 2006. Réélue en 2008. Réélue en 2010. Réélue en 2012. Réélue en 2014. Réélue en 2016. Réélue en 2018. Réélue en 2020. Réélue en 2022. | 2023–2025                             |

## Résultats des récentes élections
Voici les résultats des dix précédents cycles électoraux dans le district.

### 2004
| Élection de 2004 du 5e district congressionnel de Caroline du Nord | Élection de 2004 du 5e district congressionnel de Caroline du Nord | Élection de 2004 du 5e district congressionnel de Caroline du Nord | Élection de 2004 du 5e district congressionnel de Caroline du Nord | Élection de 2004 du 5e district congressionnel de Caroline du Nord |
| ------------------------------------------------------------------ | ------------------------------------------------------------------ | ------------------------------------------------------------------ | ------------------------------------------------------------------ | ------------------------------------------------------------------ |
| Parti                                                              | Parti                                                              | Candidat                                                           | Votes                                                              | %                                                                  |
|                                                                    | Républicain                                                        | Virginia Foxx                                                      | 167 546                                                            | 58,83                                                              |
|                                                                    | Démocrate                                                          | Jim A. Harrell Jr.                                                 | 117 271                                                            | 41,17                                                              |
| Total des votes                                                    | Total des votes                                                    | Total des votes                                                    | 284 817                                                            | 100 %                                                              |
|                                                                    | Les Républicains conservent                                        |                                                                    |                                                                    |                                                                    |

### 2006
| Élection de 2006 du 5e district congressionnel de Caroline du Nord | Élection de 2006 du 5e district congressionnel de Caroline du Nord | Élection de 2006 du 5e district congressionnel de Caroline du Nord | Élection de 2006 du 5e district congressionnel de Caroline du Nord | Élection de 2006 du 5e district congressionnel de Caroline du Nord |
| ------------------------------------------------------------------ | ------------------------------------------------------------------ | ------------------------------------------------------------------ | ------------------------------------------------------------------ | ------------------------------------------------------------------ |
| Parti                                                              | Parti                                                              | Candidat                                                           | Votes                                                              | %                                                                  |
|                                                                    | Républicain                                                        | Virginia Foxx (sortante)                                           | 96 138                                                             | 57,16                                                              |
|                                                                    | Démocrate                                                          | Roger Sharpe                                                       | 72 061                                                             | 42,84                                                              |
| Total des votes                                                    | Total des votes                                                    | Total des votes                                                    | 168 199                                                            | 100 %                                                              |
|                                                                    | Les Républicains conservent                                        |                                                                    |                                                                    |                                                                    |

### 2008
| Élection de 2008 du 5e district congressionnel de Caroline du Nord | Élection de 2008 du 5e district congressionnel de Caroline du Nord | Élection de 2008 du 5e district congressionnel de Caroline du Nord | Élection de 2008 du 5e district congressionnel de Caroline du Nord | Élection de 2008 du 5e district congressionnel de Caroline du Nord |
| ------------------------------------------------------------------ | ------------------------------------------------------------------ | ------------------------------------------------------------------ | ------------------------------------------------------------------ | ------------------------------------------------------------------ |
| Parti                                                              | Parti                                                              | Candidat                                                           | Votes                                                              | %                                                                  |
|                                                                    | Républicain                                                        | Virginia Foxx (sortante)                                           | 190 820                                                            | 58,37                                                              |
|                                                                    | Démocrate                                                          | Roy Carter                                                         | 136 103                                                            | 41,63                                                              |
| Total des votes                                                    | Total des votes                                                    | Total des votes                                                    | 326 923                                                            | 100 %                                                              |
|                                                                    | Les Républicains conservent                                        |                                                                    |                                                                    |                                                                    |

### 2010
| Élection de 2010 du 5e district congressionnel de Caroline du Nord | Élection de 2010 du 5e district congressionnel de Caroline du Nord | Élection de 2010 du 5e district congressionnel de Caroline du Nord | Élection de 2010 du 5e district congressionnel de Caroline du Nord | Élection de 2010 du 5e district congressionnel de Caroline du Nord |
| ------------------------------------------------------------------ | ------------------------------------------------------------------ | ------------------------------------------------------------------ | ------------------------------------------------------------------ | ------------------------------------------------------------------ |
| Parti                                                              | Parti                                                              | Candidat                                                           | Votes                                                              | %                                                                  |
|                                                                    | Républicain                                                        | Virginia Foxx (sortante)                                           | 140 525                                                            | 65,89                                                              |
|                                                                    | Démocrate                                                          | Billy Kennedy                                                      | 72 762                                                             | 34,11                                                              |
| Total des votes                                                    | Total des votes                                                    | Total des votes                                                    | 213 287                                                            | 100 %                                                              |
|                                                                    | Les Républicains conservent                                        |                                                                    |                                                                    |                                                                    |

### 2012
| Élection de 2012 du 5e district congressionnel de Caroline du Nord | Élection de 2012 du 5e district congressionnel de Caroline du Nord | Élection de 2012 du 5e district congressionnel de Caroline du Nord | Élection de 2012 du 5e district congressionnel de Caroline du Nord | Élection de 2012 du 5e district congressionnel de Caroline du Nord |
| ------------------------------------------------------------------ | ------------------------------------------------------------------ | ------------------------------------------------------------------ | ------------------------------------------------------------------ | ------------------------------------------------------------------ |
| Parti                                                              | Parti                                                              | Candidat                                                           | Votes                                                              | %                                                                  |
|                                                                    | Républicain                                                        | Virginia Foxx (sortante)                                           | 200 945                                                            | 57,54                                                              |
|                                                                    | Démocrate                                                          | Elisabeth Motsinger                                                | 148 252                                                            | 42,46                                                              |
| Total des votes                                                    | Total des votes                                                    | Total des votes                                                    | 349 197                                                            | 100 %                                                              |
|                                                                    | Les Républicains conservent                                        |                                                                    |                                                                    |                                                                    |

### 2014
| Élection de 2014 du 5e district congressionnel de Caroline du Nord | Élection de 2014 du 5e district congressionnel de Caroline du Nord | Élection de 2014 du 5e district congressionnel de Caroline du Nord | Élection de 2014 du 5e district congressionnel de Caroline du Nord | Élection de 2014 du 5e district congressionnel de Caroline du Nord |
| ------------------------------------------------------------------ | ------------------------------------------------------------------ | ------------------------------------------------------------------ | ------------------------------------------------------------------ | ------------------------------------------------------------------ |
| Parti                                                              | Parti                                                              | Candidat                                                           | Votes                                                              | %                                                                  |
|                                                                    | Républicain                                                        | Virginia Foxx (sortante)                                           | 139 279                                                            | 61,0                                                               |
|                                                                    | Démocrate                                                          | Joshua Brannon                                                     | 88 973                                                             | 39,0                                                               |
| Total des votes                                                    | Total des votes                                                    | Total des votes                                                    | 228 252                                                            | 100 %                                                              |
|                                                                    | Les Républicains conservent                                        |                                                                    |                                                                    |                                                                    |

### 2016
| Élection de 2016 du 5e district congressionnel de Caroline du Nord | Élection de 2016 du 5e district congressionnel de Caroline du Nord | Élection de 2016 du 5e district congressionnel de Caroline du Nord | Élection de 2016 du 5e district congressionnel de Caroline du Nord | Élection de 2016 du 5e district congressionnel de Caroline du Nord |
| ------------------------------------------------------------------ | ------------------------------------------------------------------ | ------------------------------------------------------------------ | ------------------------------------------------------------------ | ------------------------------------------------------------------ |
| Parti                                                              | Parti                                                              | Candidat                                                           | Votes                                                              | %                                                                  |
|                                                                    | Républicain                                                        | Virginia Foxx (sortante)                                           | 207 625                                                            | 58,4                                                               |
|                                                                    | Démocrate                                                          | Josh Brannon                                                       | 147 887                                                            | 41,6                                                               |
| Total des votes                                                    | Total des votes                                                    | Total des votes                                                    | 355 512                                                            | 100 %                                                              |
|                                                                    | Les Républicains conservent                                        |                                                                    |                                                                    |                                                                    |

### 2018
| Élection de 2018 du 5e district congressionnel de Caroline du Nord | Élection de 2018 du 5e district congressionnel de Caroline du Nord | Élection de 2018 du 5e district congressionnel de Caroline du Nord | Élection de 2018 du 5e district congressionnel de Caroline du Nord | Élection de 2018 du 5e district congressionnel de Caroline du Nord |
| ------------------------------------------------------------------ | ------------------------------------------------------------------ | ------------------------------------------------------------------ | ------------------------------------------------------------------ | ------------------------------------------------------------------ |
| Parti                                                              | Parti                                                              | Candidat                                                           | Votes                                                              | %                                                                  |
|                                                                    | Républicain                                                        | Virginia Foxx (sortante)                                           | 159 917                                                            | 57,0                                                               |
|                                                                    | Démocrate                                                          | Danise D. Adams                                                    | 120 468                                                            | 43,0                                                               |
| Total des votes                                                    | Total des votes                                                    | Total des votes                                                    | 280 385                                                            | 100 %                                                              |
|                                                                    | Les Républicains conservent                                        |                                                                    |                                                                    |                                                                    |

### 2020
| Élection de 2020 du 5e district congressionnel de Caroline du Nord | Élection de 2020 du 5e district congressionnel de Caroline du Nord | Élection de 2020 du 5e district congressionnel de Caroline du Nord | Élection de 2020 du 5e district congressionnel de Caroline du Nord | Élection de 2020 du 5e district congressionnel de Caroline du Nord |
| ------------------------------------------------------------------ | ------------------------------------------------------------------ | ------------------------------------------------------------------ | ------------------------------------------------------------------ | ------------------------------------------------------------------ |
| Parti                                                              | Parti                                                              | Candidat                                                           | Votes                                                              | %                                                                  |
|                                                                    | Républicain                                                        | Virginia Foxx (sortante)                                           | 257 843                                                            | 66,9                                                               |
|                                                                    | Démocrate                                                          | David Brown                                                        | 119 846                                                            | 31,1                                                               |
|                                                                    | Constitution                                                       | Jeff Gregory                                                       | 7 555                                                              | 2,0                                                                |
| Total des votes                                                    | Total des votes                                                    | Total des votes                                                    | 385 244                                                            | 100 %                                                              |
|                                                                    | Les Républicains conservent                                        |                                                                    |                                                                    |                                                                    |

### 2022
La Primaire Démocrate a été annulée. Kyle Parrish avance vers l'Élection Générale.
| Primaire Républicaine de 2022 du 5e district congressionnel de Caroline du Nord | Primaire Républicaine de 2022 du 5e district congressionnel de Caroline du Nord | Primaire Républicaine de 2022 du 5e district congressionnel de Caroline du Nord | Primaire Républicaine de 2022 du 5e district congressionnel de Caroline du Nord | Primaire Républicaine de 2022 du 5e district congressionnel de Caroline du Nord |
| ------------------------------------------------------------------------------- | ------------------------------------------------------------------------------- | ------------------------------------------------------------------------------- | ------------------------------------------------------------------------------- | ------------------------------------------------------------------------------- |
| Parti                                                                           | Parti                                                                           | Candidat                                                                        | Votes                                                                           | %                                                                               |
|                                                                                 | Républicain                                                                     | Virginia Foxx (sortante)                                                        | 61 680                                                                          | 76,6                                                                            |
|                                                                                 | Républicain                                                                     | Michael Ackerman                                                                | 18 868                                                                          | 23,4                                                                            |

| Élection de 2022 du 5e district congressionnel de Caroline du Nord | Élection de 2022 du 5e district congressionnel de Caroline du Nord | Élection de 2022 du 5e district congressionnel de Caroline du Nord | Élection de 2022 du 5e district congressionnel de Caroline du Nord | Élection de 2022 du 5e district congressionnel de Caroline du Nord |
| ------------------------------------------------------------------ | ------------------------------------------------------------------ | ------------------------------------------------------------------ | ------------------------------------------------------------------ | ------------------------------------------------------------------ |
| Parti                                                              | Parti                                                              | Candidat                                                           | Votes                                                              | %                                                                  |
|                                                                    | Républicain                                                        | Virginia Foxx (sortante)                                           | 175 279                                                            | 63,2                                                               |
|                                                                    | Démocrate                                                          | Kyle Parrish                                                       | 102 269                                                            | 36,8                                                               |
| Total des votes                                                    | Total des votes                                                    | Total des votes                                                    | 277 548                                                            | 100 %                                                              |
|                                                                    | Les Républicains conservent                                        |                                                                    |                                                                    |                                                                    |

### 2024
La Primaire Démocrate a été annulée. Chuck Hubbard (D) avance vers l'Élection Générale.
| Primaire Républicaine de 2024 du 5e district congressionnel de Caroline du Nord | Primaire Républicaine de 2024 du 5e district congressionnel de Caroline du Nord | Primaire Républicaine de 2024 du 5e district congressionnel de Caroline du Nord | Primaire Républicaine de 2024 du 5e district congressionnel de Caroline du Nord | Primaire Républicaine de 2024 du 5e district congressionnel de Caroline du Nord |
| ------------------------------------------------------------------------------- | ------------------------------------------------------------------------------- | ------------------------------------------------------------------------------- | ------------------------------------------------------------------------------- | ------------------------------------------------------------------------------- |
| Parti                                                                           | Parti                                                                           | Candidat                                                                        | Votes                                                                           | %                                                                               |
|                                                                                 | Républicain                                                                     | Virginia Foxx (sortante)                                                        | 62 120                                                                          | 67,8                                                                            |
|                                                                                 | Républicain                                                                     | Ryan Mayberry                                                                   | 29 457                                                                          | 32,2                                                                            |

| Élection de 2024 du 5e district congressionnel de Caroline du Nord | Élection de 2024 du 5e district congressionnel de Caroline du Nord | Élection de 2024 du 5e district congressionnel de Caroline du Nord | Élection de 2024 du 5e district congressionnel de Caroline du Nord | Élection de 2024 du 5e district congressionnel de Caroline du Nord |
| ------------------------------------------------------------------ | ------------------------------------------------------------------ | ------------------------------------------------------------------ | ------------------------------------------------------------------ | ------------------------------------------------------------------ |
| Parti                                                              | Parti                                                              | Candidat                                                           | Votes                                                              | %                                                                  |
|                                                                    | Républicain                                                        | Virginia Foxx (sortante)                                           | 238 304                                                            | 59,5                                                               |
|                                                                    | Démocrate                                                          | Chuck Hubbard                                                      | 162 390                                                            | 40,5                                                               |
| Total des votes                                                    | Total des votes                                                    | Total des votes                                                    | 400 694                                                            | 100 %                                                              |
|                                                                    | Les Républicains conservent                                        |                                                                    |                                                                    |                                                                    |

## Frontières historiques du district
Le 5e district congressionnel de Caroline du Nord a été créé en 1789 sous le nom de « division occidentale ; …qui sera formée en annexant ensemble deux des districts de la Cour supérieure, de la manière suivante : c'est-à-dire… les districts de Washington et de Mero formeront la division occidentale". Le district de Mero comprenait les comtés de Davidson, Sumner et Tennessee.